# Jacques-Yves Le Toumelin
 (mars 2019).
Si vous disposez d'ouvrages ou d'articles de référence ou si vous connaissez des sites web de qualité traitant du thème abordé ici, merci de compléter l'article en donnant les références utiles à sa vérifiabilité et en les liant à la section « Notes et références ».
Jacques-Yves Le Toumelin est un navigateur français né à Paris le 2 juillet 1920 et mort le 10 novembre 2009 à La Turballe.

## Biographie

### Famille
Fils d'un capitaine au long cours vannetais et d'une mère malouine, il est le frère de la peintre Yahne Le Toumelin (1923-2023), le beau-frère de l'académicien Jean-François Revel (1924-2006) et l'oncle du moine bouddhiste Matthieu Ricard (né en 1946) et de l’autrice Ève Ricard (née en 1948).

### Carrière
Formé à l'École nationale de navigation de Nantes, il apprend surtout son métier de marin en naviguant à la pêche à partir de 1941 et en entreprenant la construction d'un premier bateau Le Tonnerre.
Il effectue un tour du monde en grande partie en solitaire du 19 septembre 1949 au 7 juillet 1952 à bord de son voilier Kurun (« tonnerre » en breton) qu'il avait fait construire au Croisic. Durant sa navigation de près de trois ans, il fait notamment escale aux Canaries, en Martinique, aux îles Galápagos, aux Marquises, en Nouvelle-Guinée, à La Réunion, au Cap de Bonne-Espérance et à Sainte-Hélène.
Il repart en grande croisière aux Antilles en 1954-1955. Ce sera sa dernière navigation.
Il vit ensuite retiré dans sa maison de granit, isolée sur les bords du Traicts du Croisic.
Jacques-Yves Le Toumelin, avec Joshua Slocum, Alain Gerbault et Vito Dumas est considéré comme un des derniers grands navigateurs traditionnels[Par qui ?] de la première partie du XXe siècle.